# Johann Maier (Judaist)
Johann Maier (* 17. Mai 1933 in Arriach, Kärnten; † 16. März 2019 in Mittenwald, Oberbayern) war ein österreichischer Judaist, Historiker und Theologe, der den überwiegenden Teil seiner wissenschaftlichen Laufbahn an der Universität zu Köln zubrachte und dort eine führende deutsche Schule für Judaistik gründete.
Maier legte die Matura im Jahr 1951 in Villach ab. Er studierte Evangelische Theologie (Promotion 1958) und ab 1956 Judaistik, Semitistik und Geschichte in Wien, unter anderem bei Kurt Schubert. 1960 erfolgte eine zweite Promotion (Judaistik) in Wien und 1964 die Habilitation für Judaistik in Wien. 1960 war er Stipendiat an der Hebräischen Universität Jerusalem. Er wurde Lehrbeauftragter in Wien ab 1961, Lehrstuhlvertreter für Judaistik an der FU Berlin 1964 und Privatdozent für Judaistik an der FU Berlin von 1965 bis 1966.
Im Jahr 1966 wurde er Gründer und Direktor des Martin-Buber-Instituts für Judaistik an der Universität zu Köln, an der er von 1966 an als ordentlicher Professor tätig war. 1984 wurde er bei einem Amoklauf einer Studentin, bei dem sein Fachkollege Hermann Greive erschossen wurde, leicht verletzt. 1996 wurde er emeritiert.
Maier schrieb deutschsprachige Standardwerke zur jüdischen Geschichte und dem Judentum, befasste sich mit Qumran-Forschung, der Kabbala, der Jesus-Überlieferung im Talmud, jüdischer Philosophie und dem Verhältnis des Judentums zum Christentum.
Zu seinen Schülerinnen und Schülern zählen Dagmar Börner-Klein, Annette Haller, Elisabeth Hollender, Karlheinz Müller, Hans-Georg von Mutius, Stefan Rohrbacher, Johannes Wachten und Carsten Wilke.

## Schriften
- Die Texte vom Toten Meer. E. Reinhardt, Basel 1960. Bd. 1: Übersetzung; Bd. 2: Anmerkungen.
  - Überarbeitete und ergänzte Neuausgabe unter dem Titel Die Qumran-Essener. E. Reinhardt, Basel / UTB, München 1995.
    - Bd. 1: Die Texte der Höhlen 1–3 und 5–11
    - Bd. 2: Die Texte der Höhle 4
    - Bd. 3: Einführung, Zeitrechnung, Register und Bibliographie
    - Digitale Ausgabe unter dem Titel: Die Qumran-Essener. Texte vom Toten Meer. Drei Bände, 1995.
- Vom Kultus zur Gnosis. Studien zur Vor- und Frühgeschichte der jüdischen Gnosis. Bundeslade, Gottesthron und Märkābāh (= Kairos. Religionswissenschaftliche Studien, Bd. 1). O. Müller, Salzburg 1964.
- Geschichte der jüdischen Religion. Von der Zeit Alexanders des Großen bis zur Aufklärung, mit einem Ausblick auf das 19./20. Jahrhundert. de Gruyter, Berlin 1972 (und weitere Ausgaben, u. a. Herder, Freiburg 1992).
- Das Judentum. Von der biblischen Zeit bis zur Moderne (Reihe Kindlers Kulturgeschichte). Kindler, München 1973 (und weitere Ausgaben).
- Jesus von Nazareth in der talmudischen Überlieferung (= Erträge der Forschung, Bd. 82). Wissenschaftliche Buchgesellschaft, Darmstadt 1978.
- Grundzüge der Geschichte des Judentums im Altertum. Wissenschaftliche Buchgesellschaft, Darmstadt 1981.
- mit Peter Schäfer: Kleines Lexikon des Judentums. Verlag Katholisches Bibelwerk, Stuttgart 1981 (und weitere Ausgaben, u. a. Christliche Verlagsanstalt, Konstanz 1981).
- Jüdische Auseinandersetzung mit dem Christentum in der Antike. Wissenschaftliche Buchgesellschaft, Darmstadt 1982.
- Intellektualismus und Mystik als Faktoren jüdischer Selbstdefinition. In: Kairos. Zeitschrift für Religionswissenschaft und Theologie, Jg. 27 (1985), S. 229–240.
- Zwischen den Testamenten. Geschichte und Religion in der Zeit des zweiten Tempels. Echter-Verlag, Würzburg 1990.
- Friedensordnung und Kriegsrecht im mittelalterlichen Judentum. Dargestellt auf der Basis der Schriften des Maimonides (= Beiträge zur Friedensethik 16). Institut für Theologie und Frieden, Barsbüttel 1993.
- Die Kabbalah. Einführung – klassische Texte – Erläuterungen. C.H. Beck, München 1995, 2., durchgesehene Aufl. 2005.
- Der Lehrer der Gerechtigkeit. Franz-Delitzsch-Vorlesung 1995.	Institutum Judaicum Delitzschianum, Münster 1996.
- Die Tempelrolle vom Toten Meer und das „Neue Jerusalem“. 11Q19 und 11Q20, 1Q32, 2Q24, 4Q554-555, 5Q15 und 11Q18. Übersetzung und Erläuterung. E. Reinhardt, Basel / UTB, München, 3., vollständig neubearbeitete und erweiterte Aufl. 1997.
- Kriegsrecht und Friedensordnung in jüdischer Tradition. Kohlhammer, Stuttgart 2000.
- Judentum von A bis Z: Glauben, Geschichte, Kultur. Herder, Freiburg 2001, ISBN 3-45-105169-9.
- Fremdes und Fremde in der jüdischen Tradition und im Sefär Chasidim. Kliomedia, Trier 2002.
- Studien zur jüdischen Bibel und ihrer Geschichte. de Gruyter, Berlin 2004.
- The Judaic System of the Dead Sea Scrolls. In: Jacob Neusner (Hg): Judaism in Late Antiquity, Bd. 2: Historical syntheses. Brill, Leiden 2004, S. 84–108.
- Jüdische Geschichte in Daten. C.H. Beck, München 2005.
- Judentum. Reader (Reihe Studium Religionen). Vandenhoeck und Ruprecht, Göttingen 2007.
- mit Anton Grabner-Haider: Kulturgeschichte des frühen Christentums. Vandenhoeck und Ruprecht, Göttingen 2008.
- mit Anton Grabner-Haider, Karl Prenner: Kulturgeschichte des frühen Mittelalters. Von 500 bis 1200 n. Chr. Vandenhoeck und Ruprecht, Göttingen 2010.
- mit Anton Grabner-Haider, Karl Prenner: Kulturgeschichte des späten Mittelalters. Von 1200 bis 1500 n. Chr. Vandenhoeck und Ruprecht, Göttingen 2012.
- Hebräisch-aramäisches Glossar zum jüdischen Recht in der Antike. Mit einer Einführung in das jüdische Recht der Antike und einem Quellenüberblick, De Gruyter 2019